# Евдокия Палеологина
Евдокия Палеологина Комнина (на гръцки: Ευδοκία Παλαιολογίνα Κομνηνή, † 13 декември 1302) е византийска принцеса и трапезундска императрица, съпруга на император Йоан II Велики Комнин.

## Биография
Евдокия е третата дъщеря на византийския император Михаил VIII Палеолог и Теодора Дукина Ватацина, племенница на никейския император Йоан III Дука Ватаци.
През септември 1282 г. в Константинопол Евдокия е омъжена за трапезундския император Йоан II Велики Комнин и вече бременна с първото им дете, заминава заедно със съпруга си за Трапезунд на 25 април 1283 г. Там се раждат двете им деца – Алексий II Велики Комнин и Михаил Велики Комнин.
На 13 юни 1298 г., след смъртта на съпруга си и възцаряването на Алексей II, Евдокия се завръща в Константинопол заедно с по-малкия си син Михаил. Андроник II Палеолог приема радушно сестра си обратно във византийския двор и дори я включва в политическите си планове да се сроди със сръбското кралско семейство и така да закрепи предстоящия мирен договор със Сърбия: през 1299 г. Андроник II предлага ръката на Евдокия на сръбския крал Стефан II Милутин. Евдокия обаче категорично отказва да се омъжи повторно и да се установи в една варварска страна, загубвайки влиянието си на императрица-майка в Трапезунд. Отказът на Евдокия принуждава императора да даде за съпруга на сръбския крал 5-годишната си дъщеря Симонида Палеологина, което скандализира византийското общество.
Евдокия не е съгласна с плановете на брат си нейният син Алексий II да се ожени за дъщерята на византийския царедворец Никифор Хумн. Въпреки това Евдокия привидно изказва одобрение за този брак, за да получи разрешение да се завърне в Трапезунд под предлог, че ще трябва да се заеме с приготовленията по сватбата. Докато чака разрешение обаче, в Константинопол пристига новината, че Алексий II се е оженил за иверийската принцеса Джиаджак Джакели. Император Андроник II Палеолог настоява този брак да бъде анулиран. Той позволява на Евдокия да се завърне в Трапезунд, за да убеди сина си да се разведе, каквито намерения Евдокия изразила пред брат си. През март 1301 г. Евдокия пристига в Трапезунд, но дава съвет на Алексий II да не се разделя с иверийката.
Евдокия Палеологина умира на 13 декември 1302 г. и е погребана в манастира „Свети Григорий Нисийски“, който приживе основала в Трапезунд.

### Цитирана литература
- ((en)) Melichar, Petra (2017). Imperial Women as Emissaries, Intermediaries, and Conciliators in the Palaiologan Era. – Jahrbuch der Österreichischen Byzantinistik, 67. Wien: Österreichische Akademie der Wissenschaften,  103-128, https://austriaca.at/0xc1aa5576%200x00390f81.pdf
- Miller, William (1969). Trebizond: The last Greek Empire of the Byzantine Era: 1204–1461, 1926. Chicago: Argonauts
- Nicol, Donald MacGillivray (1993). The Last Centuries of Byzantium, 1261 – 1453.. Cambridge University Press, ISBN 978-0521439916, http://books.google.com/books?id=y2d6OHLqwEsC
- ((de)) Trapp, Erich; Beyer, Hans-Veit; Walther, Rainer et al. (2001) [1976–1996]. Prosopographisches Lexikon der Palaiologenzeit, CD-ROM. Wien: Verlag der Österreichischen Akademie der Wissenschaften, ISBN 3-7001-3003-1, https://archive.org/details/ErichTrappProsopographischesLexikonDerPALAIOLOGENZEIT/mode/2up
- Williams, Kelsey Jackson (2006). A Genealogy of the Grand Komnenoi of Trebizond. – Foundations, 2(3). St Andrews Research Repository, 1/2007,  171 - 189, ISSN 1479-5078, https://research-repository.st-andrews.ac.uk/bitstream/handle/10023/8570/Jackson_Williams_Grand_Komnenoi.pdf?sequence=1&isAllowed=y

|  | Тази страница частично или изцяло представлява превод на страницата Eudokia Palaiologina в Уикипедия на английски. Оригиналният текст, както и този превод, са защитени от Лиценза „Криейтив Комънс – Признание – Споделяне на споделеното“, а за съдържание, създадено преди юни 2009 година – от Лиценза за свободна документация на ГНУ. Прегледайте историята на редакциите на оригиналната страница, както и на преводната страница, за да видите списъка на съавторите. ВАЖНО: Този шаблон се отнася единствено до авторските права върху съдържанието на статията. Добавянето му не отменя изискването да се посочват конкретни източници на твърденията, които да бъдат благонадеждни. |